# タンジョン・パガー・ユナイテッドFC
タンジョン・パガー・ユナイテッドFC (英: Tanjong Pagar United FC)とは、シンガポールのタンジョン・パガーを本拠地とするサッカークラブである。

## 概要
1975年に結成された。シンガポールプレミアリーグ（旧称Sリーグ）には1996年から2004年と、2011年から2014年にかけて参戦していたが、財政的な問題から度々リーグから離脱していた。2020年からウォリアーズFCと入れ替わる形でシンガポールプレミアリーグ復帰が決定した。

## 獲得タイトル

### 国内タイトル
- シンガポールFAカップ：1回
  - 1998
- シンガポール・カップ：1回
  - 1998

## 歴代所属選手
- 高洪波 1994
- スティー・スックソムギット 2001-2002
- 田中洋明 2003
- 川辺隆弥 2011-2012
- 田中貴大 2020
- 西川翔大 2020-2021、2024-